# Alzamiento carlista de 1869
El alzamiento carlista de 1869 fue un levantamiento armado que tuvo lugar en algunos lugares de España (principalmente en la provincia de León, Castilla la Vieja y La Mancha) entre julio y agosto de 1869, tras la aprobación en junio de ese año de una nueva Constitución liberal que sancionaba por primera vez la libertad de cultos, vulnerando lo establecido en el Concordato de 1851.

## Historia

### Origen y antecedentes
Tras triunfar la Revolución de 1868 destronando a Isabel II, el Gobierno Provisional trataba de elegir un nuevo rey constitucional. La revolución había provocado el resurgimiento y reorganización del carlismo, que aspiraba a que la nación reconociese como rey de España a Carlos de Borbón y Austria-Este. A este fin, Antonio Aparisi Guijarro había escrito el folleto Manifiesto de Carlos VII á todos los españoles, en forma de carta a su hermano Alfonso, que ofrecía las propuestas de gobierno carlistas y tuvo una gran difusión, editándose miles de ejemplares.
Mientras estaba en pie la cuestión de la elección de rey, los carlistas pretendían mantenerse dentro de la legalidad, sin perjuicio de prepararse para la lucha armada. Sin embargo, debido al carácter belicoso del partido carlista, no faltaban quienes pretendían hacer inmediatamente un alzamiento, creyendo que sería secundado por la nación y por gran parte del ejército, tanto más, cuanto que eran numerosos los ofrecimientos de muchos militares que, habiendo servido a Isabel II, pedían ahora licencia absoluta en el Ejército y ponían sus espadas a disposición de Don Carlos. No faltaba tampoco dinero y existían algunos elementos dispuestos en la frontera.

### El conflicto
Don Carlos se había trasladado a Burdeos (palacio Lalande) y de allí a un caserío próximo a Urugne, acordándose, en vista de los ofrecimientos, que no se realizara el levantamiento general hasta que dos o tres fortalezas fueran ocupadas por los carlistas, fortalezas que habían prometido ser entregadas por la guarnición. La primera de ellas era la de Figueras, que debía pronunciarse por Don Carlos al presentarse este ante ella, por lo que el pretendiente, sin más compañía que la de un grande de España ayudante suyo, penetró por la frontera y llegó a vista de la fortaleza el 11 de julio de 1869. El Gobierno, receloso, había cambiado la guarnición, y el nuevo jefe no estaba dispuesto al pronunciamiento; pero no faltó quien diese aviso a Don Carlos, quien regresó a Francia.

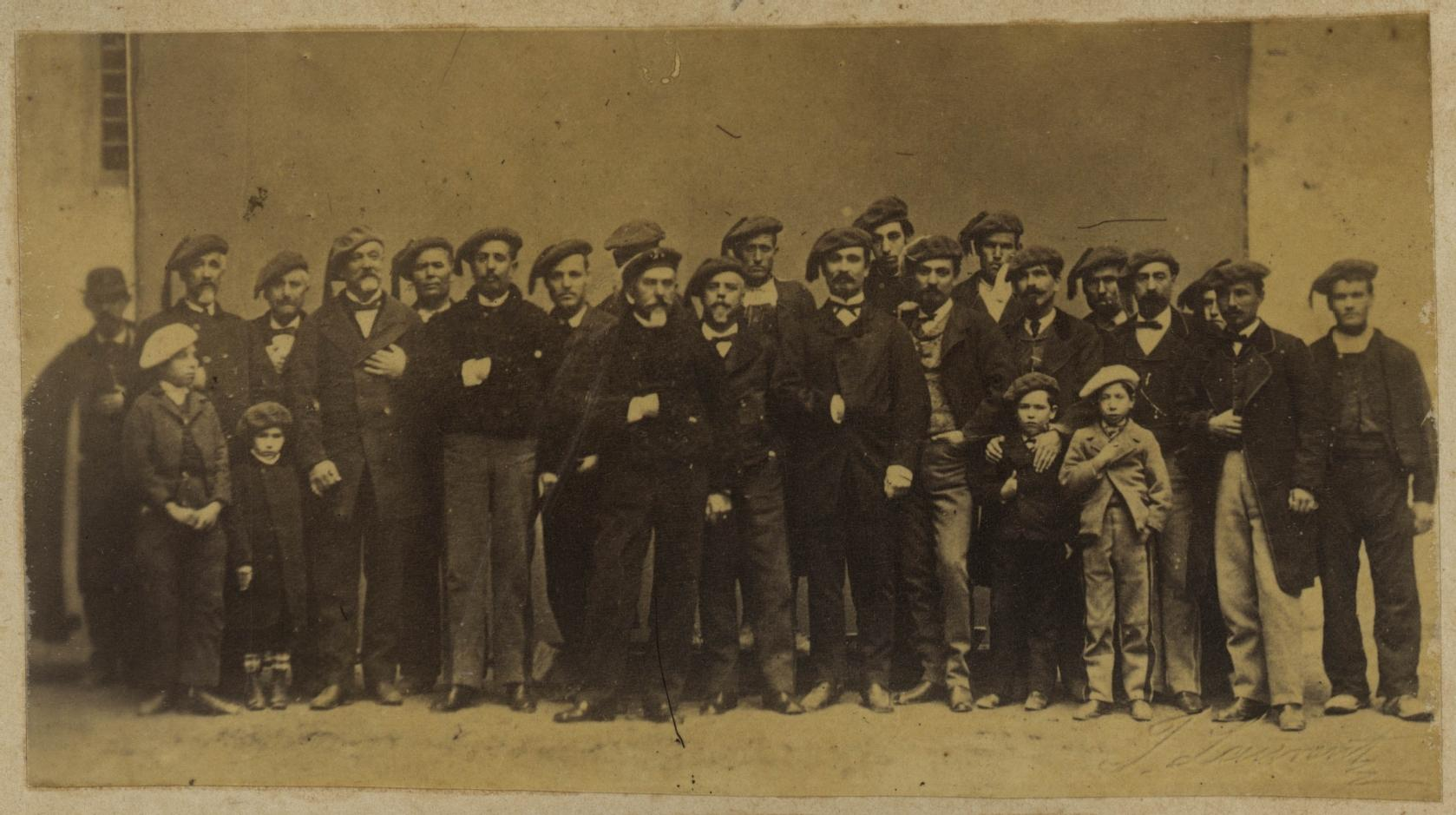
Retrato colectivo del grupo de presos de la sublevación carlista de 1869, integrado por 21 hombres y 4 niños, tomado en el patio de la cárcel de San Francisco en Madrid. En primera fila, en el centro, el general Juan de Dios Polo y Muñoz de Velasco, comandante general carlista de Toledo, La Mancha y Extremadura durante la sublevación.

Habiendo perdido los carlistas la esperanza de obtener Figueras, se contentaban con alcanzar Pamplona, recibiendo los jefes de las Provincias la orden de levantarse en armas tan pronto supiesen que la plaza estaba en poder de los carlistas. Los de La Mancha, impacientes, se echaron al campo, acaudillados por el brigadier Vicente Sabariegos, creyendo que su levantamiento coincidiría con el pronunciamiento de Pamplona y el levantamiento general; pero en Pamplona se perdió todo, haciéndose algunas prisiones, y el levantamiento general no se produjo, dándose órdenes para que se retirasen las partidas preparadas.
La partida de La Mancha tuvo un encuentro con fuerzas del Gobierno, y perseguidas por éstas se disolvió, pudiendo escapar Sabariegos, pero cayendo en poder de los liberales el general Polo, cuñado de Ramón Cabrera.
Algunas otras partidas se negaron a retirarse, por la impaciencia de los voluntarios, que hablaban de traición (tema recurrente entre los carlistas) y creían que serían secundados, cosa que hicieron algunas partidas en León, al mando de Pedro Balanzátegui y el beneficiado de la catedral, Antonio Milla, que cayeron en poder de sus enemigos.
En Valladolid fue preso el brigadier Antonio Díez Mogrovejo, y en otros lugares otros carlistas de significación, que fueron desterrados, aplicando Sagasta la Ley de orden público de 1824.
En realidad, Don Carlos no había dado orden de levantarse en armas sino condicionalmente, condición que, no habiéndose cumplido, llevaba consigo el no alzarse; y la prueba de que existieron tales órdenes es que Navarra, Cataluña y Aragón permanecieron tranquilas.

### Represión gubernamental

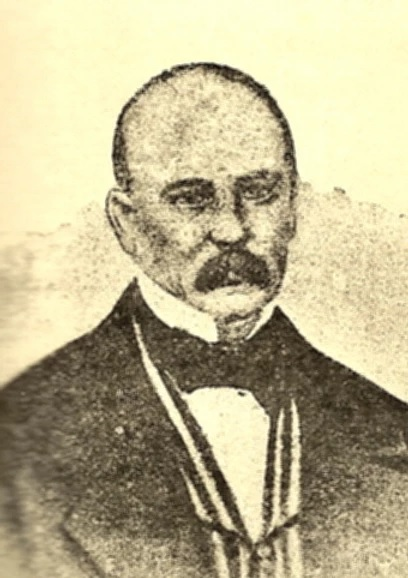
Pedro Balanzátegui

La represión del Gobierno fue severa. Milla, Polo, Larumbe y otros jefes fueron condenados a muerte y puestos en capilla, siendo indultados y deportados a las Islas Marianas. Balanzátegui, al encontrarse con fuerzas liberales, no quiso luchar, a pesar de llevar a su lado muy buenos tiradores, y se entregó; pero el sargento Centeno, que mandaba a los liberales, lo fusiló.
En Montealegre, cerca de Badalona, una columna sorprendió en la fuente dels Monjos una reunión de ocho individuos, algunos jóvenes de menos de dieciocho años (entre ellos el hijo del general carlista Castells) que se entregaron en el acto, y sin formación de causa fueron fusilados junto con el guardabosque, que era —según lo define la Enciclopedia Espasa— «un pobre imbécil». Este suceso sería conocido en la historia del carlismo con el nombre de asesinatos de Montalegre, cuya responsabilidad recayó sobre el coronel Casalís, siendo también aceptada por el general Prim en pleno Parlamento.
Por las presiones del Gobierno español, el francés internó a muchos carlistas que estaban cerca de la frontera y conminó en Lyon a Don Carlos a no permanecer en Francia, por lo cual trasladó su residencia a Suiza, en La Tour de Peilz, palacio Faraz (cantón de Vaud).

## El alzamiento de 1869 en la literatura
En uno de sus Episodios nacionales, España sin rey, Benito Pérez Galdós refirió de este modo el alzamiento:

Por el camino repasaba Urríes en su mente el sin fin de manifestaciones eruptivas que infestaban a la Nación. Todo aquel sarpullido era por don Carlos y la Unidad Católica. Indudablemente el ejemplar más castizo y picaresco de aquellos brotes insurreccionales, fue el que la Historia designa con el epígrafe de El Cura de Alcabón. Era don Lucio Dueñas, según sus biógrafos, un clérigo chiquitín, casi enano, buen hombre en el fondo, pero tan fanático y cerril que perdía el sentido en cuanto el viento a sus orejas llevaba rumores de guerra carlista. Apenas se enteraba de que ateos y masones sacaban los pies de las alforjas, preparaba él las suyas llenándolas de víveres y cartuchos. Convocaba inmediatamente al vecindario del mísero pueblo de Alcabón, y entre mozos y viejos disponibles reclutaba una docena, o algo más, de gandules dispuestos a defender con su sangre y su vida la Unidad Católica y la Monarquía absoluta. Hecho esto y reunida su mesnada, que rara vez pasó de veinte hombres, echaba la llave a la iglesia, cogía la escopeta, enjaezaba su rocín flaco, y, ¡hala!, a pelear por Dios y por Carlos VII.

El campo de operaciones del minúsculo guerrillero tonsurado era la banda Sur de la provincia de Toledo. Pasaba el Tajo por donde podía; evitaba los pueblos grandes; en los pequeños entraba impetuoso, arengando a su gavilla; pedía raciones, cebada y pan o lo que hubiese; y si en alguna parte le atendían, daba recibo en papel encabezado con este membrete: Real Comandancia de Toledo. Su refugio y descanso buscaba en Menasalbas o en Guadalerzas. Era en verdad delicioso y romancesco el cleriguillo de Alcabón. Hacía poco o ningún daño; no fusilaba; valíase de los muchos amigos que en la comarca tenía para escabullirse de la Guardia civil; pedía y tomaba raciones; no despreciaba caballo cojo ni burro matalón, y aprovechando alguna coyuntura feliz arramblaba con los menguados fondos municipales. Como experto cazador de toda la vida, don Lucio conocía palmo a palmo el terreno. Alguna vez recalaba en la posesión de don Juan Prim, en Urda. El administrador, que era su amigo, le daba raciones y buen vino de las provistas bodegas del General. El jefe y los bigardos de la partida se apimplaban para hacer coraje, y luego salían por aquellos campos gritando como energúmenos: «¡Viva la Religión, viva la Virgen, viva don Carlos!». El exaltado cura, tan pequeñín que apenas se le veía sobre el jamelgo, se esforzaba en suplir su menguada estatura con la fiereza de sus gritos y la bizarría de sus actitudes.

Más temibles que el enano de Alcabón eran en la Mancha Sabariegos y Polo, cabecillas veteranos que asolaban el Campo de Calatrava. Los bárbaros que les seguían llegaron a formar cuadrillas imponentes, que so color de la Unidad Católica cometían mil desafueros. Estos granos o diviesos eran de más cuidado que los de tierra toledana, y mortificaban con punzadas dolorosas el tronco de la madre Iberia. Pero esta sufría en otras partes de su cuerpo enardecido múltiples tumores que en sanguinoso avispero se juntaban. Los párrocos y canónigos de Astorga, alzando pendones por la Monarquía absolutamente católica, se comprometieron a dar cada uno para la santa guerra un hombre armado o su equivalencia en dinero. Pronto se reunieron elementos tan silvestres como belicosos. Del Seminario salió un intrépido sacerdote y catedrático, el señor Cosgaya, que, organizada la evangélica partidita, se lanzó a las aventuras macabeas. Su hazaña primera fue matar a un pobre alcalde; después siguió de pueblo en pueblo racionando a sus hombres y caballos, y aliviando al Fisco de la cobranza de contribuciones.

Pero la cuadrilla más audaz y vandálica de la provincia de León, fue la que guerreaba bajo las banderas del heroico beneficiado de la Catedral, don Antonio Milla, de quien se dijo que era tan sutil teólogo como hábil estratégico. Asoló diferentes pueblos, dejando en Santa María de Ordax memoria perdurable, por los delitos que allí se perpetraron contra la vida, la hacienda y el pudor. Otro de estos Cides con puntas de bandoleros fue el ilustrado canónigo don Juan José Fernández, que no se quedó corto en los atropellos y depredaciones. En una provincia cercana, Palencia, salió Balanzátegui, no cura, sino soldado y de los más valientes, a quien perdió el necio delirio de imponer a tiros y sablazos la Unidad Católica y el Concilio de Trento. Su ciega y fanática intrepidez le perdió: fue pasado por las armas...

El divieso del Burgo de Osma fue García Eslava, que brotó y reventó entre aquel pueblo y Almazán. En tierra de Burgos aparecieron como abscesos infecciosos los afamados Hierros, que operaban con ruda valentía y eclesiástico fervor en la patria del Empecinado y en los términos de Aranda de Duero, Roa y Coruña del Conde... En la provincia de Segovia, los facciosos dispersos se juntaban en Revenga bajo el garrote y bonete del capellán de Juarrillos, para correr al latrocinio de leñas, carbones, pan y cebada; en tierras de Madrid, el cabecilla Jara salía de Santa Cruz de la Zarza en busca de los pingües esquilmos de Aranjuez; desde Valdemorillo y Colmenarejo partían bandas de campeones de la Unidad Católica en persecución del Real Sitio, y amenazaban las preciosidades de la Casita de Abajo. Era, en fin, un levantamiento general y a la menuda, en la mayoría de los casos organizado y dirigido por indignos clérigos. Y estos bribones, que al verse perdidos se acogían al último indulto, volvían luego tranquilamente a sus parroquias, santuarios o catedrales, y sin que nadie les molestara continuaban ejerciendo su ministerio espiritual, y elevaban la Hostia con sus manos sacrílegas.

Y aún había más, mucho más que lo rápidamente contado, que fue repaso y enumeración en la mente de Urríes. Todo el mísero cuerpo de la Nación estaba invadido de la plaga. En el Maestrazgo, Valencia, Aragón y Cataluña, sufría España la terrible picazón. De aquella sarna que la obligaba a rascarse desesperadamente, brotaron los horribles tumores que la pusieron en tan asqueroso estado. Acudía el Gobierno con los emplastos emolientes del envío de columnas en persecución de los malhechores católicos, unitarios, absolutos o carlistas, que de mil modos se llamaban. Pero como era forzoso atacar un mal esporádico en tan distintas y distantes partes del enfermo, unas veces llegaba tarde el remedio, otras demasiado pronto, como pasó en Montealegre, cerca de Barcelona. Los conjurados se reunían por órdenes del cabecilla Larramendi, y conforme iban llegando al punto de cita, con arreos de cazadores, la columna del brigadier Casalis los cogía y tranquilamente los fusilaba. El único que pudo escapar fue Larramendi, que olió la quema y se puso en salvo.